# HR 8799 e
HR 8799 e — экзопланета, вращающаяся вокруг звезды HR 8799, которая находится в 129 световых годах от Земли. Этот газовый гигант в 5-10 раз тяжелее Юпитера, самой большой планеты в Солнечной системе. Все четыре открытые планеты в системе HR 8799 из-за их молодого возраста и, вследствие этого, высокой температуры больше по диаметру, чем газовые гиганты в Солнечной системе.

## Открытие
Группа исследователей идентифицировала планету по данным, полученным в 2009 и 2010 годах с помощью обсерватории Кека в спектральных диапазонах. О своих выводах они объявили 22 ноября 2010 года. Отдельная работа, сообщающая об обнаружении HR 8799 e с использованием наблюдений на Очень Большом Телескопе (VLT), была опубликована шесть недель спустя. Наблюдения, полученные с помощью Большого бинокулярного телескопа, показывают, что HR 8799 e имеет спектр и температуру, аналогичные HR 8799 c и d. В 2021 году было объявлено об обнаружении в атмосфере планеты воды и окиси углерода.

## Описание
HR 8799 e — четвёртая (в порядке открытия) планета, обращающаяся вокруг HR 8799. Это молодой, горячий и массивный газовый гигант, и он находится довольно близко к своей звезде, — радиус его орбиты, 14,5 а. е., лежит между радиусами орбит Сатурна и Урана. Планета светится красным, что означает её высокую температуру.
HR 8799 e является самой внутренней известной планетой в этой планетной системе, она обращается ближе к своей звезде, чем три другие известные планеты. Вычисленная большая полуось орбиты этой планеты составляет 14,5 а. е., исходя из соотношения между угловым расстоянием от планеты до звезды, измеренным с помощью изображений в прямых наблюдениях, и расстоянием звезды от Земли. Расчётный период обращения этой планеты, если орбита повёрнута к нам плоскостью, составляет около 50 лет.